# 沢昭子
沢 昭子（さわ あきこ）は、日本のフリーアナウンサー・ナレーター。芸能事務所有限会社ボイスプロダクション代表取締役、特定非営利活動法人・日本話しことば協会元理事長。東京都出身。東京学芸大学教育学部卒業。
小学5年生のときにNHK鳥取放送局の放送劇団に入り、高校3年生まで在籍。大学卒業後広告代理店に勤務しながらアナウンサー業務を担当し、1979年に自らの所属事務所としてボイスプロダクションを設立した。
主に関西を中心に活躍しており、過去にハナテン中古車センター・イボコロリなど多くのCMのナレーションを担当しているため、関西では「名前は知らないが、声を聞けばこの人とわかる」人の代表例として紹介されることが多い。

## 主な著書
- あなたの日本語大丈夫？（産経新聞）
- 子どもの「敬語」（PHP研究所）